# Sam & Max: Abe Lincoln Must Die!
Sam & Max: Abramo Lincoln Deve Morire! (titolo originale: Abe Lincoln Must Die!)  è un videogioco del 2007, quarto episodio della prima serie di Sam & Max sviluppata dalla Telltale Games e pubblicato da GameTap. Da novembre 2007 la Telltale Games ha deciso di distribuire gratuitamente il gioco. Nel 2020 è uscita la remastered del titolo, insieme all'intera stagione ad opera di Skunkape Games per Nintendo Switch e PC col nome di Sam & Max Save the World remastered.

## Trama
Sam e Max si divertono con degli scherzi telefonici, facendo ripetere alla cimice ottenuta nel caso precedente delle frasi sentite durante un esorcismo. In seguito ricevono una chiamata dal Commissario, il quale li informa del prossimo caso di cui dovranno occuparsi: il Presidente degli Stati Uniti d'America sembra essere impazzito. Infatti sta promulgando una serie di assurde leggi quali "abbracci di gruppo obbligatori prima, durante e dopo tutti i maggiori eventi sportivi", e sta per introdurre una registrazione obbligatoria delle armi.
Arrivati alla Casa Bianca distruggendo con l'auto la casella postale a causa di Max, viene negato loro l'accesso dall'Agente Superball, uno degli addetti alla sicurezza incaricato di non lasciar entrare nessuno. Per raggirarlo, Sam ha l'idea di telefonare alla Casa Bianca dal loro ufficio, così, mentre il sorvegliante della porta d'ingresso è al telefono, i due riescono a entrare nell'edificio. Qui Sam sospetta che il Presidente sia stato ipnotizzato, a giudicare dai suoi occhi verdi a spirale. Il Capo dei Servizi Segreti (una vecchia conoscenza dei due agenti: Chuckles, ex braccio destro di Don Ted E. Bear), però, non intende permettere ai due di colpire il Presidente in testa (che poi è il modo per deipnotizzare una persona). Curiosando un po' nello Studio Ovale, quando cercano di entrare nella Stanza della Guerra (la stanza che controlla l'arsenale bellico americano), Chuckles li butta fuori. Nel frattempo, Whizzer (uno dei Soda Poppers, conosciuti tempo fa, ora divenuto governatore del West Dakota) entra nella Casa Bianca in quanto deve parlare al Presidente di un problema relativo all'abuso di soda. Tuttavia il Presidente, non si sa per quale motivo, non riesce proprio a capire che cosa sta dicendo Whizzer, così Sam e Max gli fanno da "interpreti". In questo modo fanno sì che Whizzer, che si stava disintossicando dall'assuefazione di soda, ne torni dipendente facendogli bere un'intera lattina, e, quando gli ritorna anche l'incontinenza, scambia la Stanza della Guerra per una toilette, per cui Chuckles lo accompagna all'uscita. Finalmente soli con il Presidente, Max gli dà un pugno sulla testa, decapitandolo, e scoprendo così che si trattava solo di un pupazzo, e che non era ipnotizzato bensì l'ipnotizzatore. Chuckles rientra nell'ufficio e, anziché arrestare Sam e Max, anima la gigantesca statua di marmo in memoria di Abramo Lincoln (ubicata nel Lincoln Memorial) per vincere le conseguenti elezioni d'emergenza.
Il Commissario telefona a Sam e Max per affidare loro una nuova (e alquanto ovvia) missione: impedire che Abramo Lincoln vinca le elezioni. Il duo decide che il solo modo per evitare che Lincoln vinca il dibattito senza alcun tipo di opposizione è far sì che uno di loro diventi il nuovo Presidente degli Stati Uniti d'America: Max! Ma dal momento che il coniglietto non può farcela da solo a vincere la discussione, Sam aiuta il suo amico sostituendo i suggerimenti per il discorso di Lincoln su diversi problemi sociali (istruzione e religione, lo smaltimento dei rifiuti tossici, tasse) con diversi slogan trovati in giro. Inoltre, dato che Sybil Pandemik ora gestisce un'agenzia di incontri e aveva detto ai suoi due amici che le piacciono gli uomini maturi, alti e distinti, Sam e Max le organizzano un appuntamento con Lincoln proprio quando questi stava affrontando la tematica dei valori della famiglia. Tuttavia, l'uomo di marmo spezza il cuore alla donna, che se ne va in lacrime. Non essendoci candidati migliori, alla fine Max viene eletto nuovo Presidente degli Stati Uniti. Ciò fa infuriare la statua di Lincoln, che decide di passare al piano B: schiavizzare con l'ipnosi tutto il mondo libero.
Nel frattempo, Sybil, dopo la recente delusione sentimentale, ha nuovamente cambiato lavoro, ora occupandosi di datazione al radiocarbonio. Poiché ritiene di aver bisogno di una lunga vacanza per lasciarsi alle spalle i suoi problemi di cuore e rimettere su i propri affari, grazie all'autorità presidenziale Max gira sul suo conto una notevole somma, e quando i due tornano al suo ufficio lo trovano deserto. Sam prende il suo dispositivo di rilevamento del carbonio 14 (la donna non intendeva cederlo a nessuno considerandolo troppo prezioso), sicuro che possa tornare utile. I poliziotti freelance si recano poi al negozio di Bosco - qui travestitosi da russo perché fermamente convinto che il governo lo stia spiando - dove il negoziante sostiene di avere un incredibile "Siero della Verità". Come sempre, in cambio esige una cifra con molti zeri (cento milioni di dollari), e grazie al rilevatore di datazione al radiocarbonio di Sybil, gli fanno credere che gli hot dog del suo negozio siano talmente antichi da poter classificare il posto come sito storico nazionale. Per la qual cosa Max, avendo accesso al bilancio pubblico discrezionale, può fare in modo che riceva la somma di denaro richiesta, e Bosco può finalmente dar loro il "Siero della Verità": una bottigliona di vodka pura. Con questo i due agenti riescono a seminare discordia tra i tre Soda Poppers (Whizzer governatore del West Dakota, Peepers del North Dakota e Specs del South Dakota), venuti allo Studio Ovale per spartirsi il Monte Rushmore. Infatti, per via dell'effetto della bevanda superalcolica - in vino veritas - Whizzer confessa che secondo Specs l'idea di Peepers di aggiungere Herbert Hoover che abbraccia gli altri quattro presidenti è la cosa più stupida che abbia mai sentito. Conseguenzialmente, i tre dichiarano aperta una guerra civile. E ora che c'è una guerra, si può entrare nella Stanza della Guerra. Ma, poiché Chuckles ha lasciato Superball di guardia alla porta, i due hanno un'idea per allontanarlo di nuovo: istituito il Giorno del Ministro, Max nomina Superball ministro e lo manda in vacanza. Nella stanza, dando un'occhiata ai bersagli che il governo vuol distruggere - l'Antartide, il Cremlino, Krypton - i due apprendono che il governo usa missili camuffati da Monumento a Washington e che persino il negozio di Bosco è nel mirino dei federali, ed è stato collocato un segnalatore proprio dietro ad uno dei cartelli espositori del prezzo. Bosco è ben difeso dall'attacco missilistico, e, nonostante il disappunto di Max, i due agenti freelance recuperano il segnalatore per piazzarlo sulla scatenata statua di Lincoln. Di ritorno alla Casa Bianca, e poi alla Stanza della Guerra, i due inviano un missile contro Lincoln e Chuckles (che da quando lo aveva animato era stato sulla sua spalla per tutto il tempo), mandando in frantumi il corpo di Lincoln. Ma una voce misteriosa nell'auricolare di Chuckles fa capire che non è ancora finita...

## Personaggi
- Sam - Unico personaggio giocabile del gioco. Insieme al suo amico Max viene incaricato dal Commissario di fermare il Presidente degli Stati Uniti e in seguito la statua in memoria di Lincoln.
- Max - Miglior amico e collega di Sam. Per impedire che Lincoln vinca le elezioni straordinarie, si candida e, grazie alle "agevolazioni" di Sam, riesce a diventare il nuovo Presidente degli Stati Uniti d'America.
- La cimice - Un insetto che Sam e Max conservano dall'avventura precedente. Riesce ad ascoltare e ripetere tutto quello che la gente dice, riproducendone il timbro con incredibile fedeltà.
- Il Commissario - Affida a Sam e Max l'incarico di occuparsi del Presidente degli Stati Uniti, e in seguito quello di impedire che la statua di Abramo Lincoln vinca le elezioni.

### Personaggi neutrali non giocabili
- Hubert - la piantina d'ufficio rinsecchita di Sam e Max
- Mr Spatola - il pesciolino rosso di Sam e Max. Alla fine dell'episodio diventerà vicepresidente.
- Agente Superball - un membro dei Servizi Segreti. Prima impedirà l'accesso alla Casa Bianca, e successivamente alla Stanza della Guerra. Perché se ne allontani, è possibile nominarlo a piacere Ministro di: Carni & Formaggi, Misteriose Emissioni Gassose, degli Interni o persino della Sorveglianza della porta della Stanza della Guerra.
- Jimmy Due-Denti - il ratto delinquente che generalmente vive nell'ufficio di Sam e Max. In questo capitolo ha deciso di prendersi una vacanza e di trascorrerla alla Casa Bianca, nella piscinetta del parco davanti all'edificio.
- Leonard Steakcharmer - il baro conosciuto nell'episodio precedente. Tenuto in ostaggio da Sam e Max e rinchiuso nello sgabuzzino con i trofei delle missioni precedenti.
- Sybil Pandemik - In questo episodio cambia due volte lavoro: prima gestisce un'agenzia di appuntamenti, e poi un servizio di datazione al radiocarbonio.
- Hugh Bliss - il mago dei colori si trova nella strada di Sam e Max, distribuendo i suoi libri sulla 'prismatologia', dal titolo "Emetica". Chiestogli di eseguire la magia della sparizione per loro, Sam ruba il cartello posto accanto alla sua bancarella, per sostituirlo ai suggerimenti ufficiali del discorso di Lincoln.
- Bosco - il paranoico proprietario del negozio "Da Bosco - Tutto a prezzi disonesti" questa volta teme di essere stato preso di mira dal governo, e i suoi sospetti si riveleranno fondati. Per non essere riconosciuto dai federali, si è camuffato da russo col nome di Vladimir Iljevič Boscovorskij. Venderà a Sam e Max al prezzo di 100000000 $ un "Siero della Verità" che si rivelerà essere una semplice bottiglia di vodka. Possiede inoltre un sofisticato sistema di difesa anti-attacco balistico del governo.
- I Soda Poppers - I tre ex divi della TV, diventati governatori del Dakota. Whizzer, governatore del neonato West Dakota, vuole parlare con il Presidente della questione relativa all'abuso di soda. Peepers e Specs, governatori rispettivamente del North e South Dakota, dopo un'accesa discussione su come spartirsi il Monte Rushmore, dichiarano guerra civile - anche a causa dell'intromissione di Sam e Max

### Antagonisti
- Il Presidente - un falso Presidente, un fantoccio controllato da Chuckles. Si presume che il vero Presidente sia stato fatto sparire e sostituito con il pupazzo ipnotizzante. Sam e Max scoprono il trucco colpendolo alla testa, che vola fuori dalla finestra.
- Chuckles - l'antagonista principale di questo episodio. Ex braccio destro di Don Ted E. Bear, ora Capo dei Servizi Segreti, controlla il Presidente Fantoccio e la statua animata di Abramo Lincoln.
- Abramo Lincoln - la celebre statua in memoria del 16º Presidente degli Stati Uniti, scolpita su una grossa sedia di marmo e caratteristica del Lincoln Memorial, viene animata elettronicamente da Chuckles. Avendo perso le elezioni contro Max, va su tutte le furie e scatena la sua ira schiavizzando chiunque gli capiti a tiro con il raggio ipnotico.